# Gezira-Palast

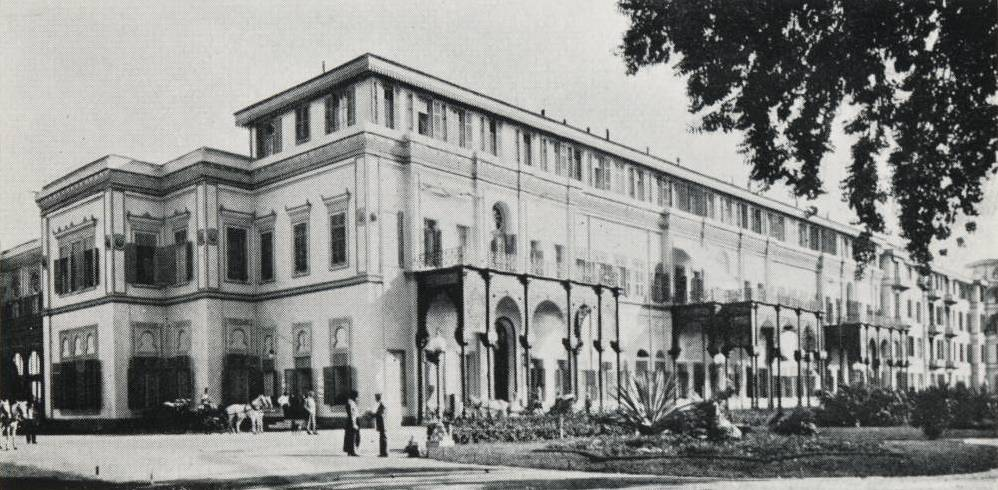
Das Gezireh Palace Hotel auf einer Ansichtskarte, um 1906

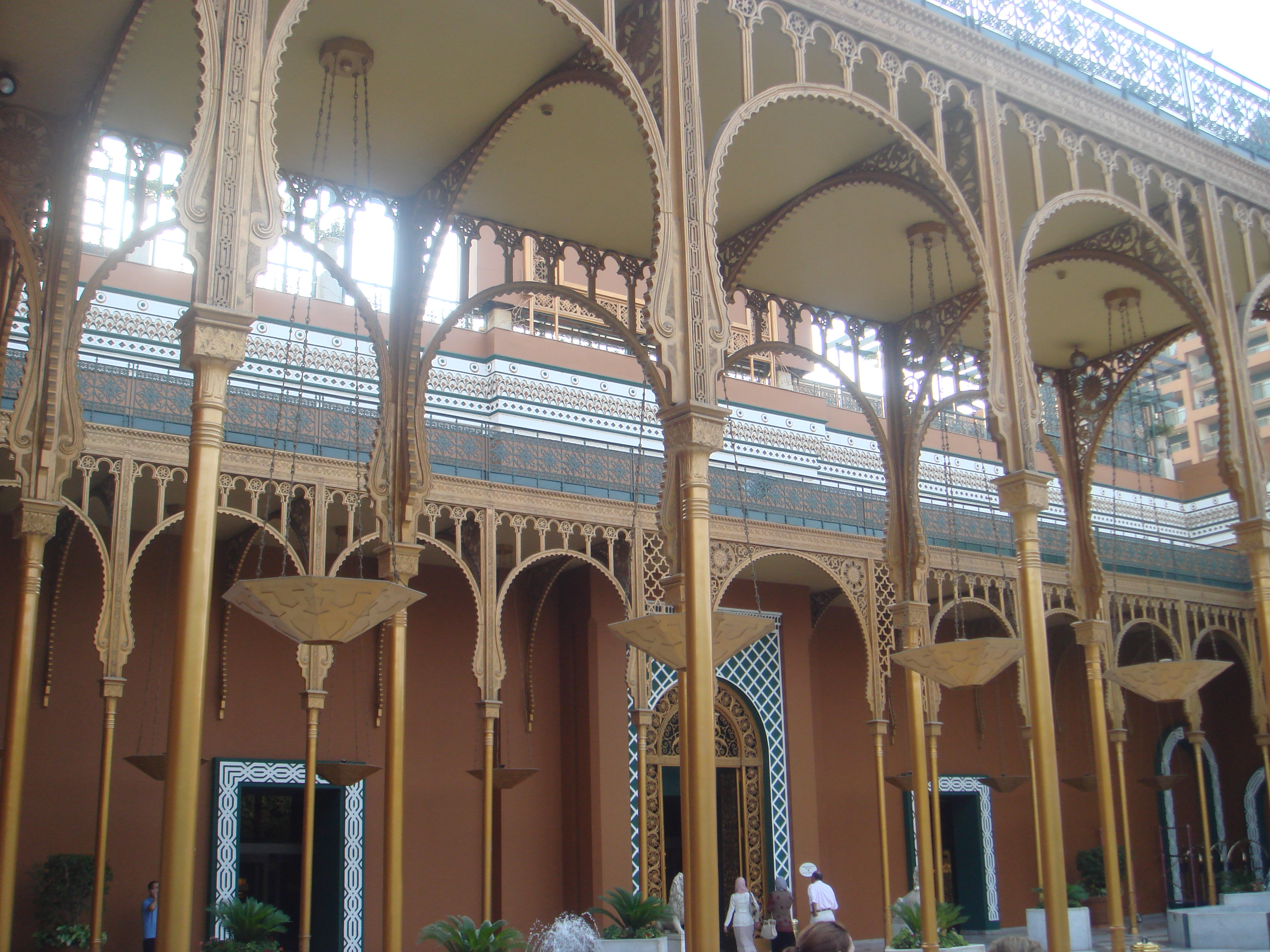
Halle mit gusseisernen Säulen

Der Gezira-Palast (auch Zamalek-Palast genannt) in Kairo ist ein 1863 bis 1868 vom deutschen Architekten Julius Franz erbautes Gästehaus für hohe Besucher des Khediven Ismail Pascha. Er diente unter anderem zur Unterbringung von Ehrengästen 1869 anlässlich der Eröffnung des Sueskanals (darunter Kaiserin Eugénie von Frankreich).
Der auf der Nilinsel Gezira gelegene, mit einem großen Garten ausgestattete Palast wurde nach 25 Jahren in ein reguläres Hotel umgewandelt. Ab 1894 gehörte es zur Hotelkette der Compagnie Internationale des Wagons-Lits, die es 1905 wieder verkaufte. Danach diente es ab 1911 einige Jahrzehnte als Privatvilla der Familie Ludfulla. 1963 wurde die Villa in staatlichen Besitz überführt und als Omar Khayyam-Hotel betrieben. Es ist seit 1974 in ein Hotel der Marriott-Kette integriert. Bemerkenswert ist die von Carl von Diebitsch entworfene, in der Gießerei Lauchhammer vorgefertigte gusseiserne Schmuckarchitektur neo-islamischen Charakters. Die historischen Räumlichkeiten wurden in den 1970er Jahren restauriert.